# Sergio Carrasco
Sergio Carrasco García (Puerto Serrano, provincia de Cádiz, 17 de febrero de 1985) es un ciclista español. Fue profesional desde 2010, cuando debutó en el equipo de su tierra, el Andalucía, hasta 2013. 
Su mayor éxito como profesional fue poder disputar la Vuelta a España en 2010 y 2012. En 2013 fichó por el equipo rumano Tusnad.

## Palmarés
No consiguió victorias como profesional.

## Resultados en Grandes Vueltas
| Carrera | Carrera         | 2010 | 2011 | 2012 | 2013 |
| ------- | --------------- | ---- | ---- | ---- | ---- |
|         | Giro de Italia  | —    | —    | —    | —    |
|         | Tour de Francia | —    | —    | —    | —    |
|         | Vuelta a España | 93.º | —    | 94.º | —    |

—: no participa 
Ab.: abandono

## Equipos
- Andalucía (2009[2] -2012)
  - Andalucía-CajaSur (2009-2010)
  - Andalucía-Caja Granada (2011)
  - Andalucía (2012)
- Tusnad (2013)